# Etanercept
Etanercept (tên thương mại Enbrel hoặc Benepali) là một dược phẩm sinh học điều trị các bệnh tự miễn bằng cách can thiệp vào yếu tố hoại tử khối u (TNF, một cytokine gây viêm hòa tan) bằng cách hoạt động như một chất ức chế TNF. Nó được USFDA chấp thuận để điều trị viêm khớp dạng thấp, viêm khớp tự phát ở tuổi vị thành niên và viêm khớp vẩy nến, bệnh vẩy nến mảng bám và viêm cột sống dính khớp. TNF-avađã liên kết DNA cho thụ thể TNF 2 với DNA cho IgG1 Fc. Cuối cùng, họ biểu thị DNA liên kết để tạo ra protein liên kết protein cho thụ thể TNF 2 với protein cho IgG1 Fc. Protein tổng hợp nguyên mẫu lần đầu tiên được tổng hợp và cho thấy hoạt tính cao và ổn định một cách bất thường như một phương thức để phong tỏa TNF in vivo vào đầu những năm 1990 bởi Bruce A. Beutler, một nhà nghiên cứu học thuật tại Trung tâm Y tế Tây Nam Texas ở Dallas, và các đồng nghiệp của mình.
Các nhà điều tra này cũng đã cấp bằng sáng chế về protein, bán tất cả các quyền sử dụng nó cho Immunex, một công ty công nghệ sinh học được Amgen mua lại vào năm 2002.
Nó là một phân tử lớn, với trọng lượng phân tử 150 kDa., Mà liên kết với TNFα và giảm vai trò của nó trong các rối loạn liên quan đến viêm dư thừa ở người và các động vật khác, bao gồm cả các bệnh tự miễn như viêm cột sống dính khớp, viêm khớp vị thành niên khớp dạng thấp, bệnh vẩy nến, viêm khớp vẩy nến, viêm khớp dạng thấp, và, có khả năng, trong một loạt các rối loạn khác qua trung gian bởi TNFα dư thừa.
Washington Post đã báo cáo rằng etanercept có thể tích cực trong việc ngăn ngừa bệnh Alzheimer, dựa trên dữ liệu từ bảo hiểm y tế.

## Sử dụng trong y tế
Ở Mỹ, FDA đã cấp phép cho Enbrel cho:
- Viêm khớp dạng thấp vừa đến nặng (RA) (tháng 11 năm 1998)
- Viêm khớp dạng thấp đa khớp từ trung bình đến nặng (tháng 5 năm 1999)
- Viêm khớp vảy nến (tháng 1 năm 2002)
- Viêm cột sống dính khớp (AS) (tháng 7 năm 2003)  [7]
- Bệnh vẩy nến từ vừa đến nặng (tháng 4 năm 2004)

## An toàn
Vào ngày 2 tháng 5 năm 2008, FDA đã đưa ra cảnh báo hộp đen về etanercept do một số bệnh nhiễm trùng nghiêm trọng liên quan đến thuốc. Nhiễm trùng nghiêm trọng và nhiễm trùng huyết, bao gồm cả tử vong, đã được báo cáo với việc sử dụng etanercept bao gồm kích hoạt lại bệnh lao tiềm ẩn và nhiễm trùng viêm gan B. 
Cũng đã có một báo cáo về nhiễm trùng giun lươn sau khi sử dụng etanercept.

## Cơ chế hoạt động
Nó làm giảm tác dụng của TNF hiện diện tự nhiên, và do đó là một chất ức chế TNF, hoạt động như một thụ thể giải mã liên kết với TNF.
Yếu tố hoại tử khối u-alpha (TNFa) là một cytokine được sản xuất bởi tế bào lympho và đại thực bào, hai loại tế bào bạch cầu. Nó làm trung gian cho phản ứng miễn dịch bằng cách thu hút thêm các tế bào bạch cầu đến các vị trí viêm và thông qua các cơ chế phân tử bổ sung khởi tạo và khuếch đại quá trình viêm. Ức chế hành động của nó bằng etanercept làm giảm phản ứng viêm, đặc biệt hữu ích để điều trị các bệnh tự miễn.
Có hai loại thụ thể TNF: những loại được tìm thấy được nhúng trong các tế bào bạch cầu đáp ứng với TNF bằng cách giải phóng các cytokine khác và các thụ thể TNF hòa tan được sử dụng để vô hiệu hóa TNF và làm giảm phản ứng miễn dịch. Ngoài ra, các thụ thể TNF được tìm thấy trên bề mặt của hầu như tất cả các tế bào có nhân (tế bào hồng cầu, không có nhân, không chứa thụ thể TNF trên bề mặt của chúng). Etanercept bắt chước tác dụng ức chế của các thụ thể TNF hòa tan tự nhiên, sự khác biệt là etanercept, bởi vì nó là protein tổng hợp chứ không phải là thụ thể TNF đơn giản, có thời gian bán hủy kéo dài rất nhiều trong máu, và do đó sâu sắc hơn và lâu dài hơn. tác dụng sinh học kéo dài hơn một thụ thể TNF hòa tan tự nhiên.

## Kết cấu
Etanercept được tạo ra từ sự kết hợp của hai thụ thể TNF 75-kilodalton hòa tan tự nhiên của con người liên kết với một phần Fc của IgG1. Hiệu quả là một protein tổng hợp dimeric được thiết kế nhân tạo.  Etanercept là một phân tử phức tạp chứa 6 N-glycans, lên đến 14 cấu trúc cầu O-glycans và 29 cấu trúc cầu disulfide.

## Lịch sử
Protein tổng hợp được phát triển bởi Bruce A. Beutler, một nhà nghiên cứu học thuật tại Trung tâm Y tế Tây Nam của Đại học Texas ở Dallas và các đồng nghiệp, người đã cấp bằng sáng chế và bán bản quyền cho Immunex.

## Xã hội và văn hoá

### Tiếp thị
Ở Bắc Mỹ, etanercept được Amgen bán trên thị trường dưới tên thương mại Enbrel theo hai công thức riêng biệt, một ở dạng bột, còn lại dưới dạng chất lỏng trộn sẵn. Wyeth (hiện là một phần của Pfizer) là nhà tiếp thị duy nhất của Enbrel bên ngoài Bắc Mỹ, ngoại trừ Nhật Bản nơi Dược phẩm Takeda tiếp thị thuốc.

### Bán hàng
Giá bán lẻ Enbrel của Mỹ đã tăng theo thời gian. Năm 2008, chi phí của Enbrel là 1.500 đô la mỗi tháng hoặc 18.000 đô la mỗi năm. Đến năm 2011, chi phí đã vượt quá 20.000 đô la mỗi năm. Năm 2013, một cuộc khảo sát của Liên đoàn Y tế Quốc tế (IFHP) cho thấy chi phí trung bình của Hoa Kỳ cho Enbrel là 2.225 đô la mỗi tháng, tương đương 26.700 đô la mỗi năm. Báo cáo IFHP cũng tìm thấy sự khác biệt lớn về giá được tính cho các chương trình y tế khác nhau của Hoa Kỳ, giữa $ 1,946 mỗi tháng ở phần trăm thứ 25 và $ 4,006 mỗi tháng ở phần trăm thứ 95.
Enbrel đắt hơn ở Mỹ so với các nước khác. Tính đến năm 2013, chi phí trung bình hàng tháng ở các quốc gia được khảo sát dao động từ 1.017 đô la ở Thụy Sĩ đến 1.646 đô la ở Canada, so với chi phí trung bình hàng tháng là 2.225 đô la mỗi tháng ở Mỹ
Amgen bán Enbrel ở Hoa Kỳ và Canada, trong khi Pfizer, Inc. bán thuốc bên ngoài Hoa Kỳ và Canada. Doanh số bán hàng tại Hoa Kỳ và Canada là 3,5 tỷ đô la trong năm 2010  Doanh số của Enbrel bên ngoài Hoa Kỳ và Canada là 3,3 tỷ đô la trong năm 2010 

### Bằng sáng chế
Bằng sáng chế về Enbrel ban đầu được thiết lập hết hạn vào ngày 23 tháng 10 năm 2012,, nhưng tại Hoa Kỳ, bằng sáng chế thứ hai, cấp độc quyền trong 16 năm nữa, đã được cấp.
Trước khi mở rộng, có vẻ như không có khả năng chung chung. Là một sinh vật học, etanercept phải tuân theo các luật khác nhau từ những quy định áp dụng cho các công thức hóa học. Hiện nay nhiều quốc gia không cho phép sản xuất sinh học chung chung. Tuy nhiên, Liên minh châu Âu và Hoa Kỳ (Đạo luật đổi mới và cạnh tranh giá sinh học năm 2009) hiện đã có một hệ thống phê duyệt sinh học chung (sinh học), "yêu cầu kiểm tra lâm sàng bắt buộc và xem xét định kỳ".
Vào tháng 4 năm 2013, công ty dược phẩm lớn Cipla của Ấn Độ đã đưa ra thông báo về việc ra mắt sản phẩm sinh học đầu tiên của Etanercept ở Ấn Độ dưới tên thương hiệu 'Etacept' để điều trị các bệnh thấp khớp. Thông cáo báo chí ngày 17 tháng 4 năm 2013 của công ty tuyên bố rằng biosimilar sẽ có giá thấp hơn 30% so với công cụ đổi mới.
Vào tháng 1 năm 2015, liên doanh "Samsung Bioepis" của Samsung và Biogen đã gửi thành công Benepali, một phiên bản thuốc sinh học, để xem xét cho Cơ quan Dược phẩm Châu Âu (EMA), và tuyên bố rằng họ cũng sẽ tìm kiếm sự chấp thuận theo quy định tại các lãnh thổ khác.. Cuối năm đó, Cơ quan Dược phẩm Châu Âu cũng chấp nhận đơn đăng ký của Sandoz Hiện để xem xét etanercept biosimilar Erelzi sẽ được Novartis bán trên thị trường.
Tại Mỹ, Sandoz đã nộp đơn đăng ký giấy phép sinh học (BLA) cho sản phẩm etanercept được đề xuất "GP2015" vào tháng 7 năm 2016. Sau khi chấp nhận quy trình nộp đơn đầu tiên, FDA Hoa Kỳ đã xem xét dữ liệu từ các thử nghiệm lâm sàng châu Âu và điều tra phân tích sinh học, chứng minh tính tương tự của GP2015 với Enbrel được Hoa Kỳ cấp phép. Sandoz năm 2009 đã cố gắng vô hiệu hóa các bằng sáng chế do Hoffman-La Roche / Immunex nắm giữ và được cấp phép độc quyền cho Amgen nhưng bị mất tại tòa án liên bang. Sandoz sau đó bị Amgen phản đối vì vi phạm bằng sáng chế liên quan đến các phương pháp điều trị bệnh vẩy nến và/hoặc viêm khớp vẩy nến. Trường hợp Immunex Corp et al. so với Sandoz Inc. và cộng sự, 16-cv-01118-CCC-JBC (DNJ) đang chờ xử lý.

## Tác nhân tương tự
- Thụ thể TNF hòa tan 
  - Pegsunercept
- Kháng thể đơn dòng kháng TNF 
  - Infliximab
  - Adalimumab
  - Certolizumab pegol
  - Golimumab